# 법사상사
법사상사(法思想史)는 법철학과 사상의 역사를 연구하는 기초법학의 한 분야이다. 고대, 중세, 르네상스 시대의 법사상과 현대의 법사상 등을 다루며 대표적인 인물로 칸트, 헤겔, 몽테스키외가 있다.